# 泥灰土

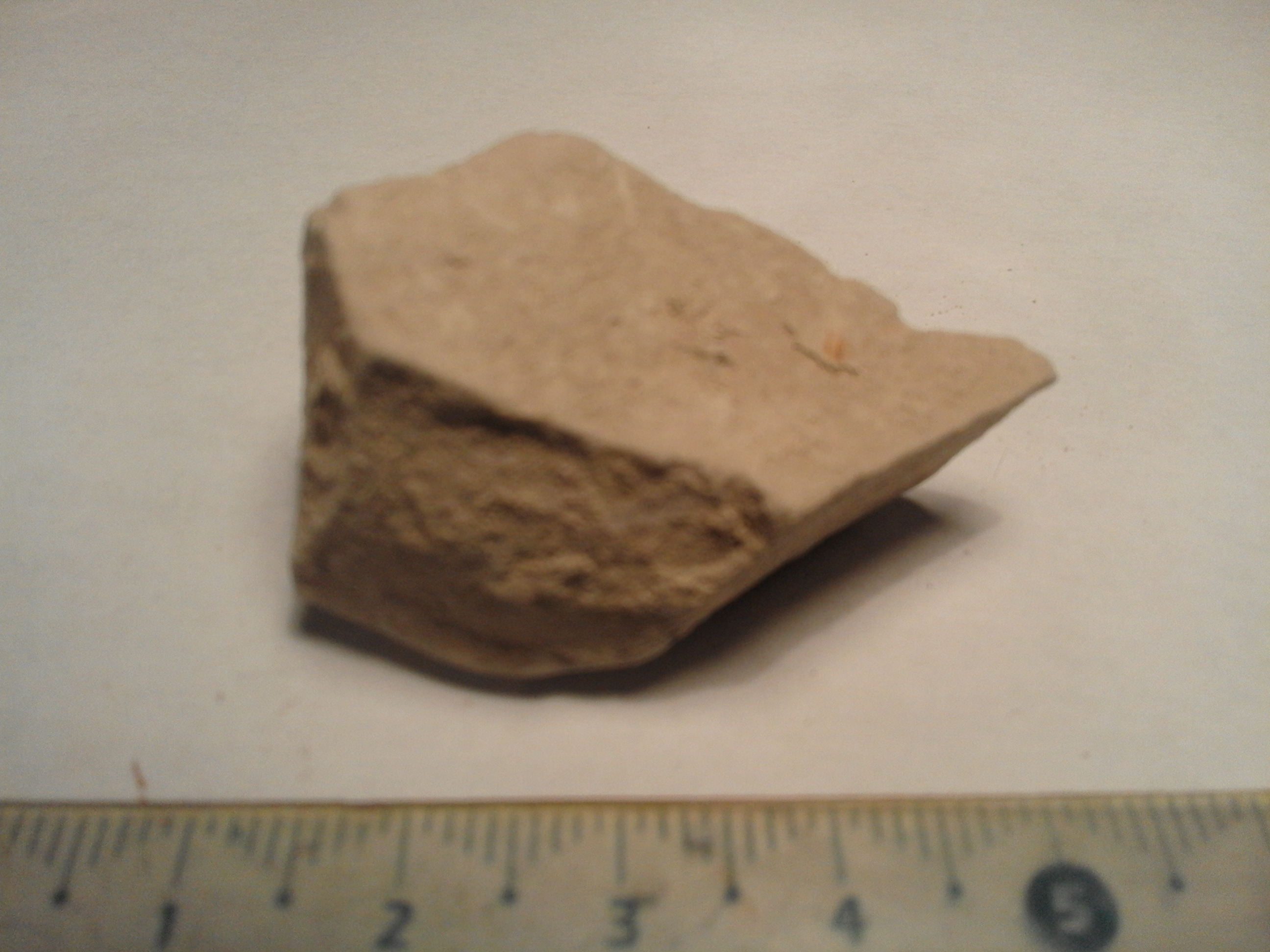
フランスのノルマンディーの泥灰土

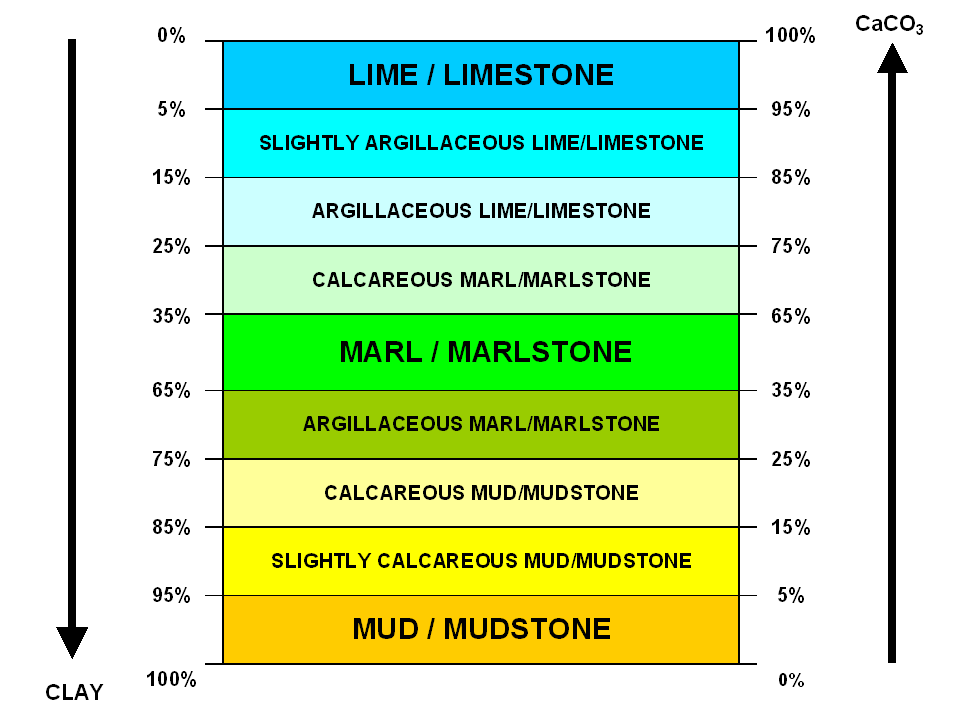
石灰と粘土の比率と分類

泥灰土（でいかいど、marl）とは、粘土質物質と石灰もしくは炭酸カルシウム（方解石など）の混合物で、非常にまれにドロマイトを含む堆積物。マールとも言う。

## 概要
炭酸塩鉱物を35-65%含み、残りが粘土からなる堆積物を泥灰土としており、これが固結したものが泥灰岩（marlstone, marlite）と定義されている。粘土分の比率が増加すると石灰質粘土（calcareous clay）となり、減少すると粘土質石灰岩（argillaceous limestone）となる。

## 用途
土壌改良
マールは1800年代にニュージャージー州中部で土壌改良用途に広く採掘された。酸性土壌の中和、保水性の改善目的で畑に使用される。
セメント
ポルトランドセメントの原料とされる。そのままの組成で使える泥灰岩は、セメント岩（セメントロック）と呼ばれる。一般に酸化鉄やマグネシウムが多すぎるなど成分にばらつきがあるという欠点がある。